# Глушков Олексій Юрійович
Олексі́й Ю́рійович Глушко́в (рос. Алексей Юрьевич Глушков; нар. 9 березня 1975, Москва) — російський борець греко-римського стилю, переможець та срібний призер чемпіонатів світу, триразовий чемпіон Європи, бронзовий призер Олімпійських ігор. Заслужений майстер спорту Росії.

## Біографія
Боротьбою почав займатися з 1985 року у заслуженого тренера Росії Олексія Чеклецова. Потім тренувався у заслуженого тренера Росії Олександра Кривка. Виступав за спортивні клуби «Динамо» Москва та «Торпедо» Москва. Багаторазовий переможець та призер чемпіонатів Росії. У збірній команді Росії з 1995 по 2005 роки.
Закінчив юридичний факультет Московського державного університету шляхів сполучення і Російський державний університет фізичної культури, спорту, молоді та туризму.
Тренер-викладач Спеціалізованої дитячо-юнацької спортивної школи олімпійського резерву з єдиноборств Московської області.
Директор коледжу фізичної культури і спорту «Спарта» Департаменту фізичної культури і спорту міста Москви.
Перший віце-президент зі спорту Федерації спортивної боротьби Московської області. Полковник Федеральної служби Російської Федерації з контролю за обігом наркотиків.

## Нагороди
- Знак «Спортивна доблесть» III ступеня
- Медаль ордена «За заслуги перед Вітчизною» II ступеня
- Знак «Відмінник фізичної культури і спорту»
- Зірка ордена «Гордість нації»
- Медаль «За доблесну працю»
- Пам'ятний знак «75 років комітетові по фізичній культурі та спорту Московської області»

## Спортивні результати на міжнародних змаганнях

### Виступи на Олімпіадах
| Змагання                                   | Збірна | Вагова категорія                 | Місце  |
| ------------------------------------------ | ------ | -------------------------------- | ------ |
| Боротьба на літніх Олімпійських іграх 2000 | Росія  | греко-римська боротьба, до 69 кг | Бронза |

### Виступи на Чемпіонатах світу
| Змагання                        | Збірна | Вагова категорія                 | Місце  |
| ------------------------------- | ------ | -------------------------------- | ------ |
| Чемпіонат світу з боротьби 2001 | Росія  | греко-римська боротьба, до 69 кг | Срібло |
| Чемпіонат світу з боротьби 2003 | Росія  | греко-римська боротьба, до 74 кг | Золото |

### Виступи на Чемпіонатах Європи
| Змагання                         | Збірна | Вагова категорія                 | Місце  |
| -------------------------------- | ------ | -------------------------------- | ------ |
| Чемпіонат Європи з боротьби 1999 | Росія  | греко-римська боротьба, до 69 кг | Золото |
| Чемпіонат Європи з боротьби 2000 | Росія  | греко-римська боротьба, до 69 кг | Золото |
| Чемпіонат Європи з боротьби 2003 | Росія  | греко-римська боротьба, до 74 кг | Золото |
| Чемпіонат Європи з боротьби 2005 | Росія  | греко-римська боротьба, до 74 кг | 21     |

### Виступи на Кубках світу
| Змагання                    | Збірна | Вагова категорія                 | Місце |
| --------------------------- | ------ | -------------------------------- | ----- |
| Кубок світу з боротьби 2003 | Росія  | греко-римська боротьба, до 74 кг | 5     |

### Виступи на інших змаганнях
| Змагання                                | Збірна | Вагова категорія                 | Місце  |
| --------------------------------------- | ------ | -------------------------------- | ------ |
| Всесвітні ігри військовослужбовців 1999 | Росія  | греко-римська боротьба, до 69 кг | Золото |
| Гран-прі Німеччини з боротьби 2003      | Росія  | греко-римська боротьба, до 74 кг | 7      |